# 高加索總督區
高加索總督區（俄语：Кавказское наместничество）是俄羅斯帝國在北高加索和外高加索地區的一個總督區。首府葉卡捷琳諾格勒。
成立於1785年5月5日，1917年3月22日由俄國臨時政府的外高加索特別委員會所取代。
1914年下轄省、州、區包括黑海省、庫班州、巴庫省、巴統州、達吉斯坦州、伊莉莎白波爾省、卡爾斯州、庫塔伊西省、捷列克州、第比利斯省和埃里溫省。 

## 高加索总督列表
- 卡尔·海因里希·冯·克诺林（俄语：Кнорринг, Карл Фёдорович） 1801年–1802年
- 帕维尔·齐齐阿诺夫（英语：Pavel Tsitsianov） 1802年–1806年
- 伊萬·古多維奇 1806年–1809年
- 亚历山大·托尔马索夫（英语：Alexander Tormasov） 1809年–1811年
- 菲利普·保卢奇（英语：Philip Paulucci） 1811年–1812年
- 尼古拉·勒季谢夫（英语：Nikolay Rtishchev） 1812年–1816年
- 阿列克谢·彼得罗维奇·叶尔莫洛夫 1816年–1827年
- 伊万·帕斯克维奇 1827年–1831年
- 格奥尔格·安德烈亚斯·冯·罗森（英语：Georg Andreas von Rosen） 1831年–1838年
- 叶夫根尼·戈洛温（英语：Yevgeny Golovin） 1838年–1842年
- 亚历山大·伊凡诺维奇·列加尔顿 1842年–1844年
- 米哈伊尔·谢苗诺维奇·沃龙佐夫 1844年–1854年
- 尼古拉·尼古拉耶维奇·穆拉维约夫-阿穆尔斯基 1854年–1856年
- 亚历山大·伊万诺维奇·巴米亚京斯基 1856年–1862年
- 格里戈尔·奥尔别利阿尼（英语：Grigol Orbeliani） (代理) 1862年
- 米哈伊尔·尼古拉耶维奇大公（英语：Grand Duke Michael Nikolaevich of Russia） 1862年–1882年
- 亚历山大·米哈伊洛维奇·东杜科夫-科尔萨科夫（俄语：Дондуков-Корсаков, Александр Михайлович） 1882年–1890年
- 谢尔盖·阿列克谢耶维奇·舍列梅捷夫（俄语：Шереметев, Сергей Алексеевич） 1890年–1896年
- 格里戈里·戈利岑（英语：Grigory Golitsyn） 1896年–1904年
- 雅科夫·德米特里耶维奇·马拉马（俄语：Малама, Яков Дмитриевич） (代理) 1904年
- 伊拉里翁·沃龙佐夫-达什科夫（英语：Illarion Vorontsov-Dashkov） 1904年–1916年
- 尼古拉·尼古拉耶维奇大公 1916年–1917年